# Histoire du transport par autobus via Rimouski
 (février 2023).
La mise en forme du texte ne suit pas les recommandations de Wikipédia : il faut le « wikifier ».
Les points d'amélioration suivants sont les cas les plus fréquents. Le détail des points à revoir est peut-être précisé sur la page de discussion.
- Les titres sont pré-formatés par le logiciel. Ils ne sont ni en capitales, ni en gras.
- Le texte ne doit pas être écrit en capitales (les noms de famille non plus), ni en gras, ni en italique, ni en « petit »…
- Le gras n'est utilisé que pour surligner le titre de l'article dans l'introduction, une seule fois.
- L'italique est rarement utilisé : mots en langue étrangère, titres d'œuvres, noms de bateaux, etc.
- Les citations ne sont pas en italique mais en corps de texte normal. Elles sont entourées par des guillemets français : « et ».
- Les listes à puces sont à éviter, des paragraphes rédigés étant largement préférés. Les tableaux sont à réserver à la présentation de données structurées (résultats, etc.).
- Les appels de note de bas de page (petits chiffres en exposant, introduits par l'outil «  Source ») sont à placer entre la fin de phrase et le point final[comme ça].
- Les liens internes (vers d'autres articles de Wikipédia) sont à choisir avec parcimonie. Créez des liens vers des articles approfondissant le sujet. Les termes génériques sans rapport avec le sujet sont à éviter, ainsi que les répétitions de liens vers un même terme.
- Les liens externes sont à placer uniquement dans une section « Liens externes », à la fin de l'article. Ces liens sont à choisir avec parcimonie suivant les règles définies. Si un lien sert de source à l'article, son insertion dans le texte est à faire par les notes de bas de page.
- La présentation des références doit suivre les conventions bibliographiques. Il est recommandé d'utiliser les modèles {{Ouvrage}}, {{Chapitre}}, {{Article}}, {{Lien web}} et/ou {{Bibliographie}}. Le mode d'édition visuel peut mettre en forme automatiquement les références.
- Insérer une infobox (cadre d'informations à droite) n'est pas obligatoire pour parachever la mise en page.

Pour une aide détaillée, merci de consulter Aide:Wikification.
Si vous pensez que ces points ont été résolus, vous pouvez retirer ce bandeau et améliorer la mise en forme d'un autre article.
La ville de Rimouski située dans la région administrative du Bas-Saint-Laurent, dans la province de Québec, au Canada, a connu plusieurs terminus d'autobus au cours de son histoire. Plusieurs transporteurs ont desservi ce territoire. En 1996, plus de 200 000 voyageurs par année transitaient par le terminus d'autobus de Rimouski.

## Historique du transport par autobus via Rimouski
Lancement d'un service d'autobus en 1924
Un service d'autobus quotidien (2 fois par jour) reliant Rimouski et l'Hôtel des Touristes à Sainte-Luce a été lancé le 14 juillet 1924. Le départ se faisait de l'Hôtel St-Laurent (à 6h15 a.m.) à Rimouski en suivant la rue St-Germain vers la rivière, la rue Tessier, la rue de l'Évêché, l'avenue de la cathédrale, la rue St-Germain est et de là, par le chemin du littoral, jusqu'à destination, soit Sainte-Luce; l'autobus revenait à Rimouski à 8h30 a.m.
Service d'autobus en 1927 entre Rimouski et Rivière-du-Loup
Un nouveau service d'autobus reliant Rimouski et Rivière-du-Loup a été lancé par MM. Baillargeon et Pigeon, de St-Magloire, comté de Bellechasse. L'autobus de type Dodge éclairée et aérée pouvant transporter 21 passagers desservait ce trajet quotidiennement, sauf le dimanche. L'autobus partait le matin à 7h00 a.m. de Rivière du Loup et arrivait vers 10h00 am à Rimouski. Pour le retour, l'autobus partait de Rimouski à 3h00 p.m. pour arriver à son point de départ vers 6h30 p.m. L'autobus s'arrêtait à chacune des paroisses sur son trajet.
Accident en 1928 d'un autobus chutant en bas d'un pont
Le 17 août 1928, un autobus de transport de passager faisant le service quotidien Rimouski-Rivière-du-Loup est tombé d'environ 40 pieds en bas d'un pont à la Rivière Trois-Pistoles, soit à environ un mille à l'est du village de Trois-Pistoles. Six personnes furent blessées dont le conducteur M. Lamelin qui fut le blessé le plus gravement atteint.
Service d'autobus Biencourt-Rimouski en 1937
Dans une ordonnance du 16 décembre 1937, la Commission des Services Publics a accordé une licence de service d'autobus entre Biencourt et Rimouski à M. Albert Lavoie.
Trois services réguliers d'autobus en 1938 rattachés à Rimouski
En 1938, trois entreprises offraient le service régulier quotidien d'autobus à partir de Rimouski:
- Le premier service desservait les municipalités riveraines entre Rimouski et Matane, sur un parcours de 60 milles;
- Le deuxième offrait un service quotidien sur environ 65 milles entre Rimouski et Biencourt, en desservant les localités de Sainte-Blandine, Saint-Narcisse, L'Esprit-Saint, Lac-des-Aigles et Biencourt;
- Le troisième faisait le trajet sur environ 30 milles, deux fois par jour, entre Rimouski et Saint-François-Xavier-des-Hauteurs, en passant par Pointe-au-Père, Sainte-Luce, Luceville, Saint-Donat et Saint-Gabriel.

Note: Aucun de ces services ne fonctionnait le dimanche.
Par ailleurs, un quatrième service d'autobus à partir de Trois-Pistoles, desservait les localités du comté de Rivière-du-Loup, jusqu'aux colonies Saint-Médard et Saint-Guy dans le comté de Rimouski.
Service d'autobus en 1939 entre les Hauteurs et Rimouski
Un service d'autobus entre les Hauteurs et Rimouski a été inauguré le 10 mai 1939, pour la deuxième année consécutive. Ce service était offert par l'entrepreneur Antoine Lévesque lequel avait construit l'habitacle de l'autocar au cours de l'hiver 1938-39. Cet autocar pouvait transporter jusqu'à 25 passagers. Ce service quotidien comportait un départ à 8h00 am de les Hauteurs, sur un trajet d'environ deux heures pour atteindre  le terminus de Rimouski. Le départ de Rimouski était à 16h00 pour le retour. Les paroisses desservies étaient en arrière de Rimouski bénéficiaient alors de deux services quotidiens d'autobus, soit celui de Rimouski-Biencourt, et de Rimouski-Hauteurs. À l'époque le service d'autobus cessait de fonctionner en hiver, car les routes n'étaient pas déneigées.
Création de la Cie d'Autobus Rimouski Ltée en 1945
Selon la Gazette officielle du Québec, les lettres patentes ont été accordées le 10 janvier 1945 à la Cie d'Autobus Rimouski Ltée dont les fondateurs étaient: Paul-Émile Gagnon, avocat, Claude Gagnon, étudiant, Lucienne Michaud, secrétaire, tous trois de Rimouski. L'entreprise avait été mise sur pied pour faire le commerce de transport de passera et marchandises, notamment au moyen d'omnibus, autobus, taxi-cabs, autocars, auto-camions, véhicules-moteurs ou autres moyens de transport publics ou privés.
Transport par autobus par Edmond Gagnon en 1946
Le 20 décembre 1946, Edmond Gagnon annonçait sont offre de voyages par autobus sur le trajet de Mont-Joli à Ste-Florence, Val-Brillant, La Rédemption, Price, Sanatorium, l'Ascension. Son autobus était basé à Mont-Joli.
Requête en 1948 d'obtenir une licence de service d'autobus pour desservir l'aéroport de Rimouski-Est
En avril 1948, la Régie des Transports a siégé deux semaines à Rimouski une session pour considérer plusieurs requêtes de permis de transport général ou de transport de voyageurs (incluant en auto-neige), notamment:
- Deux entrepreneurs, MM. Alphée Gagnon et Noël Banville, tous deux de Rimouski avaient déposé séparément une requête en avril 1948 à la Régie des Transports à Rimouski afin de pouvoir offrir le service de transport de voyageurs à tant la tête, par autobus et taxi, entre l'aéroport de Rimouski-est et la ville de Rimouski. Toutefois, la requête de M. Banville offrait aussi le service par moto-neige.
- M. Edmond Gagnon, de Mont-Joli, a présenté une requête pour être autorisé à transporter par autobus et auto-neige, dans les limites de la ville de Mont-Joli, des fidèles se rendant aux offices divins les dimanches et jours de fête ou en revenant.
- M. Émile St-Pierre, de Rimouski a présenté une requête pour être autorisé à exploiter un service local d'autobus entre Rimouski, Bic et St-Fabien, en passant par Notre-Dame-du-Sacré-Cœur[10].

Offre de transport public par autobus en 1949 et 1950
Selon une publicité de 1949, le transport par autobus avec raccordement via Rimouski était offert sur trois trajets:
- Autobus Gagnon: Mont-Joli - Matapédia;
- Autobus Harrison: Rimouski, Mont-Joli, Matane; à partir de l'Hôtel Manoir National à Rimouski;
- Autobus Lemelin: Lévis, Rimouski; à partir de l'Hôtel Georges VI, à Rimouski[11].

En septembre 1949, M. Albert Gagné mettait en vente sa ligne d'autobus, comprenant trois bombardiers. La publicité indique l'adresse du 121, rue St-Joseph, Rimouski.
Fin du service d'autobus en 1967 dans Saint-Pie-X
Le journal Le progrès du Golfe fait mention de la fin du service d'autobus dans Saint-Pie-X; ce service n'étant plus rentable pour la Cie d'Autobus Rimouski Ltée.
Fusion d'exploitation du transport scolaire et public en 1968
Depuis le 28 août 1968, les transporteurs scolaires et publics dans Rimouski et sa banlieue sont sous le contrôle de la compagnie Votre Choix Transport. Cette entreprise avait été constituée en 1965 avec l'avènement de la Régionale Scolaire du Bas Saint-Laurent. La Cie d'Autobus Rimouski Ltée qui offrait le transport public depuis 23 ans a été acquises par Votre Choix Transport, mettant ainsi fin à la duplication des services de transport public. Cette flotte de huit autobus et de tout l'équipement inhérent à sa maintenance a été transféré au nouveau transporteur. Ainsi, depuis le 2 septembre 1965, le matériel roulant de l'ancienne société est remisé sur le terrain de l'acquéreur situé sur la colline, au 52 rue Léonidas où se situe aussi le siège social. Ainsi, la nouvelle société a poursuivi son offre de service de transport public dans tous les quartiers de la ville sans subvention municipale.
Construction d'une gare-terminus pour les autobus Le Voyageur en 1969
Le journal "Le progrès du Golfe" mentionnait dans son édition du 17 octobre 1969 qu'une gare-terminus (100' X 40') pour les autobus Le Voyageur sera incessamment construite sur les terrains de l'Hôtel Georges VI.
Service d'autobus entre les Hauteurs et Rimouski en 1986
Un message de 1986 indique qu'un autobus fait la navette quotidiennement entre Les Hauteurs et Rimouski. L'autobus part le matin à Les Hauteurs à 6h45am, passe par St-Gabriel, St-Donat, Luceville, St-Anaclet et arrive à Rimouski à 7h40 am. Le soir, l'autobus part de l'Université pour faire le trajet inverse.
Début du transporteur Orléans Express en 1996
Un nouveau terminus d'autobus du transporteur Orléans Express a été mis en service le 10 juillet 1996 sur la rue Léonidas à Rimouski, grâce à un investissement de 1,5 million $. Ce terminus était la propriété de l'homme d'affaires rimouskois Gaston Côté. Ce dernier est alors devenu le nouvel agent des Autocars Orléans Express à Rimouski. À son inauguration, les propriétaires anticipaient de pouvoir augmenter la fréquence quotidienne des 18 départs et arrivées des autocars.
Le situs du terminus offre un accès rapide à la route 132 et au tronçon de l'autoroute 20. À son ouverture, le nouveau terminus offrait un service d'entretien mécanique pour les autocars, ainsi qu'un service complet de restauration pour les usagers et les voyageurs. Le nouveau terminus comptait en 1996 28 travailleurs directs et 12 emplois indirects.
Autocars La Chaudière - prix en décembre 2003
Le  Prix  du  Mérite commercial  Desjardins  du mois de décembre 2003 a été attribué à Autocars La    Chaudière, par la Chambre de commerce des entrepreneurs de Québec. Cette société transportait annuellement plus de 300 000 personnes avec une flotte de 25 véhicules (12 autocars de luxe, des autobus scolaires et quatre minibus de transport).
Depuis  2001, dans le cadre de son expansion, le transporteur Autocars La Chaudière a acquis trois compagnies d’autobus: Autobus Daniel de Rimouski, les Autobus Saint-Georges et les Autobus Mitis.
Terminus Orléans Express de Rimouski
Le Terminus Orléans Express de Rimouski est un terminus d'autobus situé au 90 Avenue Léonidas, à Rimouski. En 1996, plus de 200 000 voyageurs par année transitaient par ce terminus. En 2019, les autobus partaient de cette gare de Rimouski en direction de Sainte-Anne-des-Monts et de Gaspé (ville); en direction de Carleton-sur-Mer et Grande-Rivière (Québec); et en direction de Rivière-du-Loup et de Québec (ville).